# Mahō Tsukai ni Narenakatta Onna no Ko no Hanashi
Mahō Tsukai ni Narenakatta Onna no Ko no Hanashi (魔法使いになれなかった女の子の話?) es una novela web japonesa escrita por Yuzuki Akasaka. Se publicó por entregas en el sitio web Everystar desde marzo de 2018 hasta septiembre de 2019, y se presentó al Proyecto Anima, una colaboración de 2018 entre DeNA, Sotsu y Bunka Housou que aceptó presentaciones de historias del público en general. La novela web quedó en segundo lugar en la categoría "Otro mundo/Fantasía". Una adaptación de la serie de televisión de anime producida por J.C.Staff se estrenó en octubre a diciembre de 2024.

## Personajes
Kurumi Mirai (クルミ ミライ?)
 Seiyū: Hana Hishikawa
Yuzu Edel (ユズ エーデル Yuzu Ēderu?)
 Seiyū: Misuzu Yamada
Minami Suzuki (ミナミ スズキ?)
 Seiyū: Yui Horie
Maki Kumīru (マキ クミール?)
 Seiyū: Ayumi Mano
Asuka Kurumaru (アスカ クルマル?)
 Seiyū: Yukiya Hayashi
Kyō Kurumaru (キョウ クルマル?)
 Seiyū: Chiaki Kobayashi
Northern Harris (アスカ クルマル Nōzan Harisu?)
 Seiyū: Hikaru Midorikawa
Kai Mirai (カイ ミライ?)
 Seiyū: Mikako Komatsu
Presidente del Club (マジ研 部長 Maji-ken Buchō?)
 Seiyū: Mako Morino
Vicepresidente del Club (キョウ クルマル Maji-ken Fuku Buchō?)
 Seiyū: Tatsumaru Tachibana
Lemone Juicy (レモーネ ジューシー Remōne Jūshī?)
 Seiyū: Saori Gotō
Mikana Fruity (ミカーナ フルーティー Mikāna Furūtī?)
 Seiyū: Yuka Nukui
Sally Andol (サリィ アンドル Saryi Andoru?)
 Seiyū: Sayumi Suzushiro

## Contenido de la obra

### Anime
El 25 de octubre de 2018 se anunció una adaptación al anime de la novela como ganadora de la categoría "Otro mundo/Fantasía" del Proyecto Anima. La serie está producida por J.C.Staff y dirigida por Masato Matsune, con Takashi Watanabe como director en jefe, Hiroko Kanasugi escribiendo los guiones de la serie, Mai Matsūra diseñando los personajes basados en los diseños originales de Lily Hoshino y Yōko Shimomura componiendo la música. Se estrenó el 4 de octubre de 2024 en MBS, TBS y BS-TBS, tras haberse retrasado desde 2021. El tema de apertura es "Collage" interpretado por Puffy para tsuideni Tooboe, mientras que el tema de cierre es "Shunkan Saidai Fūsoku" interpretado por Halca. Crunchyroll obtuvo la licencia de la serie fuera de Asia.